# Европско првенство у атлетици у дворани 1973 — скок удаљ за мушкарце
Такмичење у скоку удаљ у мушкој конкуренцији на 4. Европском првенству у атлетици у дворани 1973. одржано је 10. марта 1973. године у Арени Ахој у Ротердаму, Холандија.
Титулу европског првака освојену на Европском првенству у дворани 1971. у Греноблу бранио је Макс Клаус из Источне Немачке.

## Земље учеснице
Учествовало је 8 атлетичара из 7 земаља.
1. Западна Немачка (2)
2. Источна Немачка (1)
3. Југославија (1)
4. Пољска (1)
5. Уједињено Краљевство (1)
6. Чехословачка (1)
7. Шпанија (1)

## Рекорди
Извор:
| Рекорди пре почетка Европског првенства у дворани 1972.     | Рекорди пре почетка Европског првенства у дворани 1972. | Рекорди пре почетка Европског првенства у дворани 1972. | Рекорди пре почетка Европског првенства у дворани 1972. | Рекорди пре почетка Европског првенства у дворани 1972. | Рекорди пре почетка Европског првенства у дворани 1972. |
| ----------------------------------------------------------- | ------------------------------------------------------- | ------------------------------------------------------- | ------------------------------------------------------- | ------------------------------------------------------- | ------------------------------------------------------- |
| Светски рекорд                                              | Боб Бимон                                               | Сједињене Америчке Државе                               | 8,30                                                    | Детроит, САД                                            | 13. март 1968.                                          |
| Европски рекорд у дворани                                   | Игор Тер-Ованесјан                                      | Совјетски Савез                                         | 8,23                                                    | Дортмунд Западна Немачка                                | 27. март 1966.                                          |
| Рекорди европских првенстава у дворани                      | Ханс Браунгартнер                                       | Западна Немачка                                         | 8,12                                                    | Софија, Бугарска                                        | 14. март 1971.                                          |
| Рекорди после завршеног Европског првенства у дворани 1972. |                                                         |                                                         |                                                         |                                                         |                                                         |
| Нових рекорда није било.                                    |                                                         |                                                         |                                                         |                                                         |                                                         |

## Освајачи медаља
|                                  |                            |                        |
| Ханс Баумгартнер Западна Немачка | Макс Клаус Источна Немачка | Гжегож Цибулски Пољска |

## Резултати

### Финале
| Пласман | Атлетичарка      | Земља             | 1.   | 2.   | 3.   | 4.   | 5.   | 6.   | Резултат | Белешка |
| ------- | ---------------- | ----------------- | ---- | ---- | ---- | ---- | ---- | ---- | -------- | ------- |
|         | Ханс Баумгартнер | Западна Немачка\| | 7,85 | x    | x    | x    | 7,77 | x    | 7,85'    |         |
|         | Макс Клаус       | Источна Немачка   | 7,62 | x    | x    | x    | x    | 7,83 | 7,83     |         |
|         | Гжегож Цибулски  | Пољска            | 7,66 | 7,81 | 7,76 | x    | 7,61 | x    | 7,81     |         |
| 4.      | Јаролав Броз     | Чехословачка      | x    | x    | 7,48 | 6,80 | x    | x    | 7,69     |         |
| 5.      | Фил Скот         | Швајцарска        | x    | x    | 7,48 | 6,80 | x    | x    | 7,48     | ЛР      |
| 6.      | Рахаел Бланкер   | Шпанија           | 7,37 | 7,32 | 5,06 | x    | 5,45 | 7,46 | 7,46     |         |
| 7.      | Норбеерт Тајпел  | Западна Немачка   |      |      |      |      |      |      | 7,33     | ЛР      |
| 8.      | Милан Спасојевић | Југославија       |      |      |      |      |      |      | 7,27     | ЛР      |

## Укупни биланс медаља у скоку удаљ за мушкарце после 4. Европског првенства у дворани 1970—1973.
|    | Земља           |   |   |   |    |
| -- | --------------- | - | - | - | -- |
| 1. | Западна Немачка | 2 | 1 | 0 | 3  |
| 2. | Источна Немачка | 1 | 2 | 0 | 3  |
| 3. | Совјетски Савез | 1 | 1 | 0 | 2  |
| 4. | Чехословачка    | 0 | 0 | 1 | 1  |
| 4. | Пољска          | 0 | 0 | 1 | 1  |
| 4. | Румунија        | 0 | 0 | 1 | 1  |
| 4. | Шпанија         | 0 | 0 | 1 | 1  |
|    | Укупно {7}      | 4 | 4 | 4 | 12 |

|    | Атлетичар         | Земља           |   |   |   |   |
| -- | ----------------- | --------------- | - | - | - | - |
| 1. | Ханс Браумгартнер | Западна Немачка | 2 | 1 | 0 | 3 |
| 2. | Макс Клаус        | Источна Немачка | 1 | 1 | 0 | 2 |